# 嘉松公路
嘉松公路，即上海省道224嘉松线，是经过上海市嘉定区、青浦区、松江区的一条省级公路，北起嘉定区外冈镇沪宜公路交叉口，南至松江区G60松江新城出口，全长43千米。全路段由北向南分為嘉松北路、嘉松中路和嘉松南路。

## 嘉定段
该路嘉定段最早为嘉定镇至方泰镇的嘉方公路，始建于1958年，路宽3米。1963年，南延伸至黄渡镇境内，连接曹安公路，改建为土路基、碎石路面。1978年，全线桥梁翻建为水泥桥梁。1980年—1983年间陆续拓宽。1989年，南延伸至吴淞江。1998年，更名为嘉松公路。

## 主要交会路口（北向南）

### 嘉松北路
- 沪宜公路
- 外青松公路
- 上海绕城高速
- 嘉安公路
- 伊宁路/园区路
- 宝安公路
- 金昌西路
- 曹安公路
- 博园路

### 嘉松中路
- 京沪高速 沪蓉高速
- 纪鹤公路
- 华重公路（ 沪常高速）
- 北青公路
- 崧泽大道( 崧泽高架路)
- 盈港东路
- 沪青平公路
- 沪渝高速（嘉松立交）

### 嘉松南路
- 泗陈公路
- 林荫新路/佘月路
- 沈砖公路
- 辰花路
- 广富林路
- 梅家浜路
- 文翔路
- 新松江路
- 思贤路
- 沪昆高速（松江立交桥）

## 轨道交通
- 盈港东路口：17嘉松中路站
- 林荫新路口：9佘山站
- 沈砖公路口：912洞泾站
- 梅家浜路口：9松江大学城站
- 思贤路口：9松江新城站